# Ermitaž
Ermitaž (franc. Ermitage = obitavalište pustinjaka, osamljeno mjesto) je u Rusiji bio naziv za vile izvan grada i paviljone s parkovima, a najpoznatiji je Ermitaž Katarine Velike u Sankt-Peterburgu (ruski: Государственный Эрмитаж) koji je danas jedan od najvećih i najznačajnijih kulturno-povijesnih i umjetničkih muzeja na svijetu. 

## Povijest
Jezgru muzeja Ermitaž u Sankt Peterburgu čini zbirka ruske carice Katarine Velike koja je uz paviljon Ermitaž dala izgraditi i Zimski dvorac (talijanski arhitekt B. F. Rastrelli 1754. – 1763.).
U 19. st. Nikola I. gradi "Novi Ermitaž" (njemačkog arhitekta L. Klenzea) u koji je smještena cijela zbirka i otvorena za javnost 1852. godine. 
Nakon revolucije 1917. muzej je povećan nacionaliziranim umjetninama i smješten u svim zgradama Ermitaža i Zimskog dvorca. 
Danas je jedan od najpoznatijih muzeja na svijetu s čuvenim zbirkama antičke, sasnidske, indijske, islamske i ostalih umjetnosti. Posebnu atrakciju čine remekdjela od renesanse do početka 20. st., te zbirke brojnih grafika i crteža, kao i zbirke medaljona i novca koje se računaju u milijunima primjeraka. Samo manji dio zbirke muzeja, koja ima više od 3 milijuna predmeta i najveću kolekciju slika na svijetu, je u stalnom postavu.
Od šest građevina koje ga tvore, njih četiri (Zimski dvorac, Mali Ermitaž, Stari Ermitaž i Novi Ermitaž) su otvorene za javnost, dok su druge dvije (Kazalište Ermitaža i Pomoćni dom) zatvorene. Pored njih, uprava Ermitaža upravlja i obližnjim muzejima kao što su: Palača Menšikov (ruska umjetnost 18. st.), Muzej porculana, skladištem u Staraja Derevnja i istočnim krilom Glavne upravne zgrade. Od 1990. godine ravnatelj muzeja je Mihail Pjotrovski.
Muzej ne radi ponedjeljcima, a ulazi se kroz dvorište ili pristanište Zimskog dvorca. Ulaz u muzej je besplatan za djecu i studente, ali i za sve svakog prvog četvrtka u mjesecu.

## Kolekcija
Fokus muzeja je zapadnoeuropska umjetnost, koja zauzima 120 soba u četiri zgrade s izlošcima u rasponu od srednjeg vijeka do danas. Rembrandt, Rubens, Tiepolo, Tizian, Leonardo, Picasso, Gauguin, Paul Cézanne, van Gogh i Goya, svi su zastupljeni ovdje. Glavne atrakcije su Zlatne sobe Galerije blaga prikazuju remek djela od zlata iz Euroazije, antička djela iz Crnomorskog primorja i blago Orijenta. Muzej također čuva dijelove iz privatne zbirke Nikole II., Uključujući slike, crteže i medalje, stvorene u čast njegove krunidbe.
- Konjanik iz Pazirika, skitska umjetnost, oko 300. pr. Kr.
- Rimski Portret cara Hadrijana u mramoru iz prve polovice 2. st.
- Auguste Renoir, Žena uređuje kosu, 1887., ulje na platnu, 65.3 x 54 cm.
- Portret Maršala Kutuzova (1745.—1813.), veličina: 361х258 cm.
- Amenemhet III.
- Sarkofag s prikazom svadbe, 2. st.
- Oklopi konjaničkih vitezova.
- Lucas Cranach
- Leonardo da Vinci
- Jean-Baptiste Siméon Chardin
- Rubens
- Antonio Canova
- Gustave Courbet
- Edgar Degas
- Georges Seurat
- Vincent van Gogh
- Paul Cezanne
- Vasilij Kandinski

## Vanjske poveznice
- Službene stranice muzeja (ili alias)
- Hermitage Amsterdam.
- Guggenheim Hermitage Museum.
- Hermitage sobe u Londonu.
- 3DMotion Panorama Ermitaža.
- Odabrana djela u kolekciji Ermitaža.  Arhivirana inačica izvorne stranice od 17. listopada 2007. (Wayback Machine)